# 布勞蒂費里
布勞蒂費里（英語：Broughty Ferry）是位於蘇格蘭邓迪東部的地方，座落於泰灣北岸，離市中心約6公里。在1864至1913年間為一個獨立的自治市，1913年才歸入丹地市。區內有數條道路和鐵路連接城市，布勞蒂費里鐵路站位於這區中央，A930公路連接區內主要零售區，此外亦有數條公車線連接市中心。

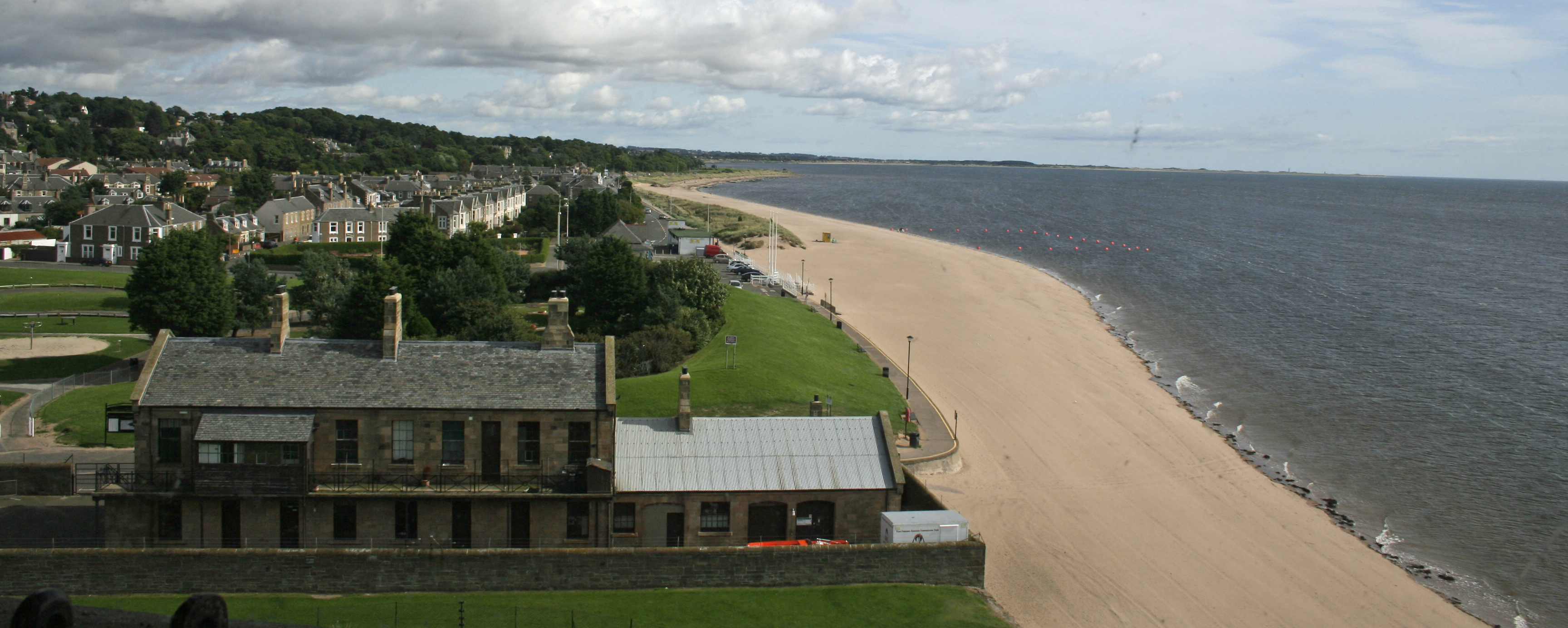
布勞蒂費里海灘